# Henderson Chambers
Henderson Chambers (* 1. Mai 1908 in Alexandria (Indiana); † 19. Oktober 1967 in New York City) war ein US-amerikanischer Jazz-Posaunist.
Henderson Chambers studierte am Leland College und Morehouse College; danach spielte er ab 1931 in der Band von Neil Montgomery. In Nashville, Tennessee arbeitete er bei Doc Banks 1932, dann bei Jack Jackson’s Pullman Porters, Speed Webb, Zack Whyte und bei Al Sears in Kentucky.
Nach zwei Jahren bei Tiny Bradshaw Mitte der 1930er Jahre zog Chambers nach New York, wo er dann 1939/40 bei Chris Columbus im Savoy Ballroom auftrat. danach arbeitete er bis 1943 bei Louis Armstrong, Ende der 1940er Jahre außerdem mit Don Redman, Sy Oliver, Lucky Millinder und Count Basie. In den 1950er Jahren spielte er noch mit Cab Calloway, Doc Cheatham, Duke Ellington und Mercer Ellington; außerdem war er als Studiomusiker tätig. Nachdem er von 1961 bis 1963 in Ray Charles’ Begleitband gespielt hatte, arbeitete erneut bis 1966 im Count Basie Orchestra. Kurz vor seinem Tod an einem Herzinfarkt spielte er noch bei Edgar Battle.